# Prorocopis euxantha
Prorocopis euxantha là một loài bướm đêm trong họ Noctuidae.

## Hình ảnh

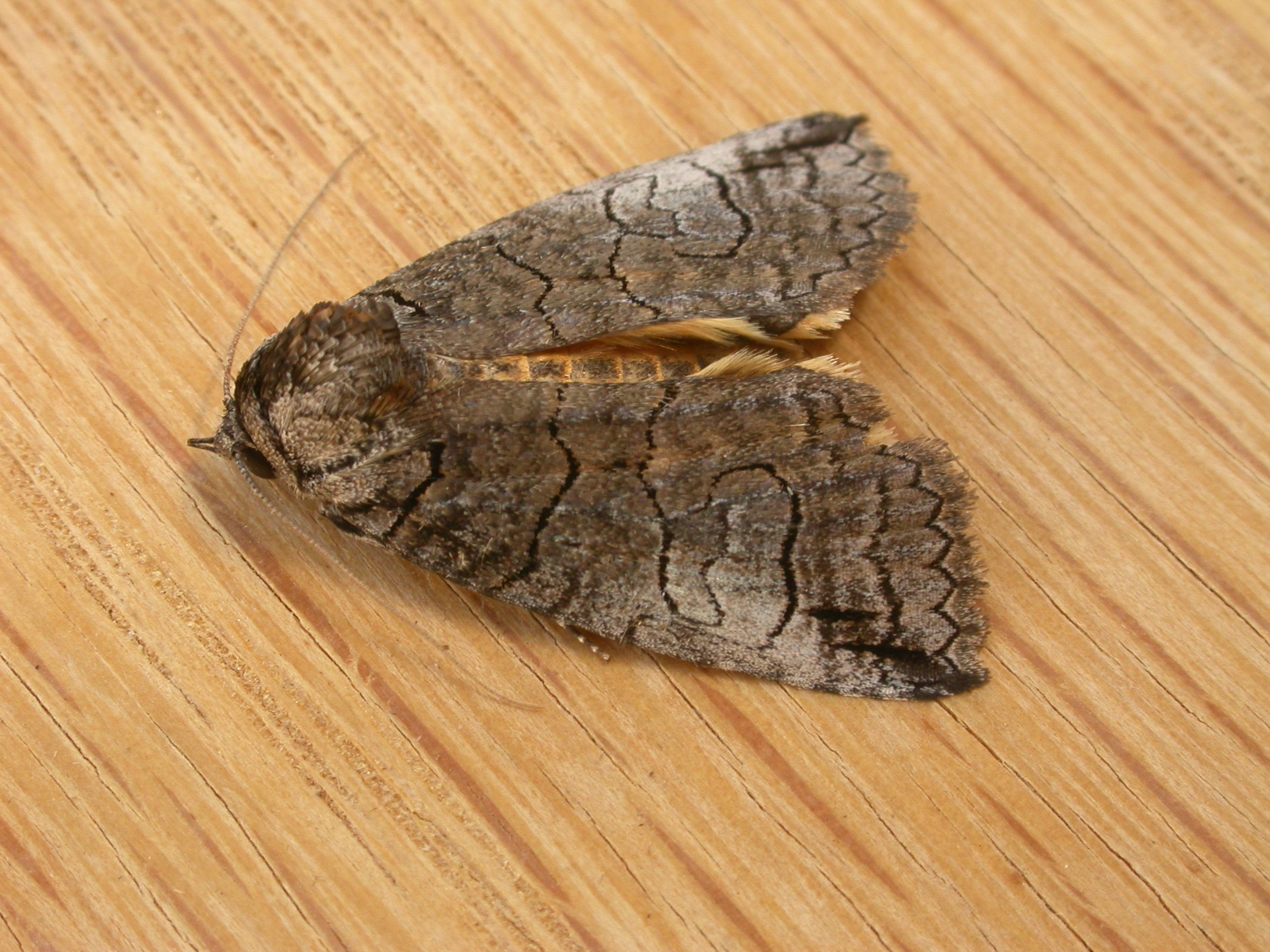